# Championnat du Cambodge de football 2014
Navigation
Édition précédente Édition suivante
La saison 2014 du Championnat du Cambodge de football est la trentième édition du championnat national de première division au Cambodge. Les douze meilleurs clubs du pays sont regroupés au sein d'une poule unique et s'affrontent deux fois au cours de la compétition, à domicile et à l'extérieur. En fin de saison, les deux derniers du classement affrontent les deux premiers de D2 en barrage de promotion-relégation.
C'est le club de Phnom Penh Crown qui remporte le titre après avoir terminé en tête du classement final, avec sept points d’avance sur le tenant du titre, Boeung Ket Rubber Field et quatorze sur Nagacorp FC. C'est le cinquième titre de champion du Cambodge de l'histoire du club.

## Les clubs participants
| - Asia Euro University - Boeung Ket Rubber Field - Build Bright United - Kirivong Sok Sen Chey - Nagacorp FC - Albirex Niigata Phnom Penh - Promu de D2 | - National Defense Ministry FC - National Police Commissary - Phnom Penh Crown - Svay Rieng FC - TriAsia Phnom Penh - Promu de D2 - Western University - Promu de D2 |

## Compétition

### Classement
Le classement est établi sur le barème de points classique (victoire à 3 points, match nul à 1, défaite à 0). Pour départager les égalités, on tient d'abord compte de la différence de buts générale, puis du nombre de buts marqués, puis des confrontations directes.
| Rang | Équipe                       | Pts | J  | G  | N | P  | Bp | Bc | Diff |
| ---- | ---------------------------- | --- | -- | -- | - | -- | -- | -- | ---- |
| 1    | Phnom Penh Crown             | 54  | 22 | 17 | 3 | 2  | 57 | 20 | +37  |
| 2    | Boeung Ket Rubber FieldT     | 47  | 22 | 15 | 2 | 5  | 56 | 27 | +29  |
| 3    | Nagacorp FC                  | 40  | 22 | 11 | 7 | 4  | 41 | 18 | +23  |
| 4    | Svay Rieng FC                | 39  | 22 | 11 | 6 | 5  | 54 | 26 | +28  |
| 5    | Tri Asia Phnom PenhP         | 34  | 22 | 10 | 4 | 8  | 33 | 22 | +11  |
| 6    | National Police CommissaryC  | 28  | 22 | 7  | 7 | 8  | 32 | 29 | +3   |
| 7    | Build Bright United          | 27  | 22 | 7  | 6 | 9  | 26 | 46 | -20  |
| 8    | Asia Europe University       | 26  | 22 | 6  | 8 | 8  | 35 | 48 | -13  |
| 9    | National Defense Ministry FC | 23  | 22 | 5  | 8 | 9  | 27 | 38 | -11  |
| 10   | Western UniversityP          | 22  | 22 | 5  | 7 | 10 | 25 | 36 | -11  |
| 11   | Kirivong Sok Sen Chey        | 13  | 22 | 3  | 4 | 15 | 13 | 55 | -42  |
| 12   | Albirex Niigata Phnom PenhP  | 10  | 22 | 2  | 4 | 16 | 25 | 69 | -44  |

|  | Qualification pour la Coupe de l'AFC 2015 et le Championnat du Mékong des clubs 2014 |
|  | Participation au barrage de promotion-relégation                                     |
|  | T : Tenant du titre C : Vainqueur de la Coupe du Cambodge P : Promu de D2            |

#### Barrage de promotion-relégation
Les deux derniers du classement affrontent les deux premiers de deuxième division au sein d'une poule unique. Les deux meilleures équipes accèdent ou se maintiennent parmi l'élite. Le club de D2 de Sihanouk Ville déclare forfait pour raisons financières.
| Rang | Équipe                     | Pts | J | G | N | P | Bp | Bc | Diff |  | Résultats (▼ dom., ► ext.) | Alb | Kir | Uni |
| ---- | -------------------------- | --- | - | - | - | - | -- | -- | ---- |  | -------------------------- | --- | --- | --- |
| 1    | Albirex Niigata Phnom Penh | 4   | 2 | 1 | 1 | 0 | 3  | 1  | +2   |  | Albirex Niigata Phnom Penh |     | 1-1 | 2-0 |
| 2    | Kirivong Sok Sen Chey      | 2   | 2 | 0 | 2 | 0 | 1  | 1  | 0    |  | Kirivong Sok Sen Chey      |     |     | 0-0 |
| 3    | United CMAC FC (D2)        | 1   | 2 | 0 | 1 | 1 | 0  | 2  | -2   |  | United CMAC FC (D2)        |     |     |     |

## Bilan de la saison
| Championnat du Cambodge de football 2014                             |                             |
| Champion                                                             | Phnom Penh Crown (5e titre) |
| Coupes et trophées                                                   |                             |
| Vainqueur de la Coupe du Cambodge 2014                               | National Police Commissary  |
| Qualifications continentales                                         |                             |
| Coupe de l'AFC 2015                                                  | Phnom Penh Crown            |
| Championnat du Mékong des clubs 2014                                 | Phnom Penh Crown            |
| Promotions et relégations                                            |                             |
| Promus en Championnat du Cambodge de football                        | Aucun                       |
| Relégués en Championnat du Cambodge de football de deuxième division | Aucun                       |